# OpenNAP
Az OpenNAP szabad szoftver, amelynek célja az egykor népszerű Napster peer-to-peer fájlcserélő szerver megismétlése. Az OpenNAP a  Napsteréhez hasonló nyílt protokollt használ, kiterjesztett funkciókkal, GPL licenc alapján. Unix-szerű operációs rendszereken fut, például Linuxon, de még Windows NT-n és Windows 2000-en is.

## OpenNAP kliensek
- Lopster (GPL, Unix-szerű rendszerekhez, Gtk)
- Teknap
- Napster for BeOS 1.06-os verziótól ill. attól felfele.